# 香取新一
香取 新一（かとり しんいち、1962年10月10日 - ）は、日本の俳優。千葉県出身。

## 経歴
ミュージカルの舞台を中心に活躍。俳優として出演、また舞台の企画・脚本・振付を行う。また、Jr.バレエのためのシアタ—ダンスワークショップなどを行いながら、作品を提供している。
現在の所属事務所は株式会社レ・ブリアン（Les Brillants）。

## 主な出演舞台

### 舞台
- 『屋根の上のヴァイオリン弾き』（メンデル）
- 『紳士のための愛と殺人の手引き』
- 『ラディアント・ベイビ−』
- 『リボンの騎士』（王様）
- 『LITTLE　WEMEN』（ローレンス』
- 『シャーロックホームズ2～ブラッディ・ゲーム〜』
- 『オーシャンズ11』
- 『キャバレー』（ヘルマン）
- 『ラ・カージュ・オ・フォール』（オデット）
- 『MITSUKO』（バービック）
- 『タイタニック』（JJアスター）
- 『シンデレラストーリー』（美容師）
- 『マイ・フェア・レディ』（呼び売り）
- 『ミュージカル坂本龍馬』（海援隊士・芸人・新撰組）
- 『アスペクツ・オブ・ラブ』
- 『OUR HOUSE』
- 『ウーマン・イン・ホワイト』
- 『コレット・コラージュ』
- 『42nd STREET』
- 『チャーリーガール』

等のミュージカル作品に出演